# Sébastien Bellin
Sébastien Bellin (ur. 14 maja 1978 w São Paulo) – belgijski koszykarz grający na pozycji środkowego lub silnego skrzydłowego. Reprezentant Belgii, mistrz tego kraju z sezonu 2006/2007. Posiada również brazylijskie obywatelstwo.
Bellin w sezonie 2006/2007, wraz z klubem Telindus BC Oostende, zdobył mistrzostwo Belgii. Ponadto dwukrotnie zdobywał Puchar Belgii – w 2008  z klubem z Ostendy oraz w 2011 z drużyną Dexia Mons-Hainaut. Karierę koszykarską zakończył w lutym 2015 roku.
W latach 2005–2009 był zawodnikiem reprezentacji Belgii, z którą trzykrotnie (w eliminacjach do turniejów głównych rozgrywanych w latach 2005, 2007 i 2009) wystąpił w kwalifikacjach do mistrzostw Europy. W 1996 wraz z kadrą Belgii do lat 18, zajął 4. pozycję w mistrzostwach Europy do lat 18.
22 marca 2016 Bellin został poważnie ranny podczas zamachu terrorystycznego w Brukseli.